# Nilômetro

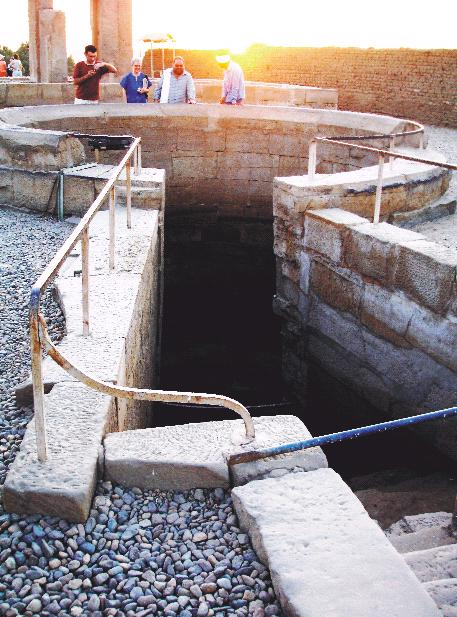
Nilômetro de Com Ombo: escada de acesso

No Antigo Egito, um nilômetro(pt-BR) ou nilómetro(pt-PT?) era um poço de grande largura, provido de uma escada que descia até ao nível do lençol freático para permitir a medição das flutuações do nível da água do rio Nilo.
Cada templo tinha um destes instrumentos, destinado a determinar a intensidade da inundação anual e, em consequência, o valor dos impostos devidos neste ano.
Os nilômetros podem ser vistos ainda hoje ao longo do Nilo. Os mais famosos encontram-se em Com Ombo, Assuã, na ilha Elefantina e no Cairo.